# Chiridopsis atricollis
Chiridopsis atricollis es un coleóptero de la familia Chrysomelidae.
Fue descrita científicamente en 2005 por Borowiec.